# Paolo Ferrari (actor)
Paolo Ferrari (26 de febrero de 1929 - 6 de mayo de 2018) fue un actor italiano, nacido en Bélgica. Apareció en más de 40 películas.

## Biografía
Ferrari nació en Bruselas, debido a que su padre era por aquella época cónsul italiano en Bélgica. Su madre, Giulietta, fue pianista y concertista. Ferrari debutó como actor a los 9 años e interpretó incontables programas de radio para niños y adolescentes durante la era fascista. Tras la guerra, estudió en la Academia de Arte Dramático Silvio d'Amico. 
Apareció en 45 películas desde 1938, además de otros trabajos como doblador. 
Ferrari murió en Roma el 6 de mayo de 2018, a los 89 años de edad. Tuvo tres hijos: Fabio y Daniele, de su primer matrimonio con Marina Bonfigli (1930-2015), y Stefano, de su segundo matrimonio con Laura Tavanti.

## Filmografía

### Cine
| - Ettore Fieramosca, de Alessandro Blasetti (1938) - Kean, de Guido Brignone (1940) - Odessa in fiamme, de Carmine Gallone (1942) - I pagliacci, de Giuseppe Fatigati (1943) - Gian Burrasca, de Sergio Tofano (1943) - Fabiola, de Alessandro Blasetti (1949) - Una lettera all'alba, de Giorgio Bianchi (1949) - Ridere! Ridere! Ridere!, de Edoardo Anton (1954) - Totò cerca pace, de Mario Mattoli (1954) - Il conte Aquila, de Guido Salvini (1955) - Susanna tutta panna, de Steno (1957) - Camping, de Franco Zeffirelli (1958) - Adorabili e bugiarde, de Nunzio Malasomma (1958) - Rascel marine, de Guido Leoni (1958) - Gambe d'oro, de Turi Vasile (1959) - La cambiale, de Camillo Mastrocinque (1959) - Appuntamento a Ischia, de Mario Mattoli (1960) - Le signore, de Turi Vasile (1960) - Pugni pupe e marinai, de Daniele D'Anza (1961) - Mariti a congresso, de Luigi Filippo D'Amico (1961) - Akiko, de Luigi Filippo D'Amico (1961) | - Copacabana Palace, de Steno (1962) - Il giorno più corto, de Sergio Corbucci (1962) - I Don Giovanni della Costa Azzurra, de Vittorio Sala (1962) - I giorni contati, de Elio Petri (1962) - Le voci bianche, de Pasquale Festa Campanile (1964) - Su e giù, de Mino Guerrini (1965) - Lo scippo, de Nando Cicero (1965) - Il morbidone, de Massimo Franciosa (1966) - Pronto... c'è una certa Giuliana per te, de Massimo Franciosa (1967) - Mano di velluto, de Ettore Fecchi (1967) - Jacqueline e gli uomini, de Jacques Pinoteau (1967) - Io, Emmanuelle, de Cesare Canevari (1969) - Noi siam come le lucciole, de Giulio Berruti (1976) - Tutti gli anni una volta l'anno, de Gianfrancesco Lazotti (1993) - Da cosa nasce cosa, de Andrea Manni (1997) - Manuale d'amore 3, de Giovanni Veronesi (2011) - Teresa Manganiello, sui passi dell'amore, de Pino Tordiglione (2012) |

### Televisión
| - Un uomo sull'acqua, direção de Mario Ferrero (1955) - La medicina di una ragazza malata (1955) - Mont Oriol, de Claudio Fino (1958) - Giallo club. direção deStefano De Stefani (1959) - Il cuore e il mondo, direção de Mario Landi (1959) - Il giornalino di Gian Burrasca, direção de Lina Wertmüller (1964-1965), - L'ippocampo, direção de Franco Enriquez (1966) - Serata al Gatto Nero, direção de Mario Landi (1973), - Accadde a Lisbona, direção de Luigi Lunari (1974), - Nero Wolfe (1969-1971) | - Quei trentasei gradini (1984) - Disokkupati (1997) - Non lasciamoci più, direção de Vittorio Sindoni (1999-2001) - Don Luca, direção de Giorgio Vignali, (2000) - Orgoglio - Incantesimo 9- 10, soap opera (2007-2008) - Ho sposato uno sbirro 2, episódio Vecchio conio (2010) - Fratelli Benvenuti, direção de Paolo Costella (2010) - Notte prima degli esami '82 (2011) - Beyond the Mystery, direção de Franco Fraternale (2011) |